# St. Petersburg Open 1991
St. Petersburg Open 1991 — жіночий тенісний турнір, що проходив на закритих кортах з килимовим покриттям СКК Петербурзький у Санкт-Петербурзі (СРСР). Належав до турнірів 5-ї категорії в рамках Туру WTA 1991. Відбувсь утретє і тривав з 21 до 29 вересня 1991 року.

## Переможниці

### Одиночний розряд
Лариса Савченко-Нейланд —  Барбара Ріттнер 3–6, 6–3, 6–4
- Для Савченко-Нейланд це був 1-й з 2-х титулів WTA в одиночному розряді за кар'єру.

### Парний розряд
Брюховець Олена Вікторівна /  Наталія Медведєва —  Ізабель Демонжо /  Джо Дьюрі 7–5, 6–3
- Для Брюховець це був 1-й титул WTA в парному розряді за сезон і 3-й (останній) - за кар'єру. Для Медведєвої це був 1-й титул WTA в парному розряді за сезон і 5-й — за кар'єру.